# ماتیاس تیشر
ماتیاس تیشر (انگلیسی: Matthias Tischer؛ زادهٔ ۹ نوامبر ۱۹۸۵) بازیکن فوتبال اهل آلمان است.
از باشگاه‌هایی که در آن بازی کرده‌است می‌توان به باشگاه فوتبال ماگدبورگ ۱ اشاره کرد.